# Staňkovice, Kutná Hora
Staňkovice là một làng thuộc huyện Kutná Hora, vùng Středočeský, Cộng hòa Séc.